# The Harder They Fall (filme de 2021)
The Harder They Fall (no Brasil, Vingança & Castigo) é um filme americano de faroeste dirigido por Jeymes Samuel, que co-escreveu o roteiro ao lado de Boaz Yakin. É estrelado por Jonathan Majors, Idris Elba, Zazie Beetz, Regina King, Delroy Lindo, Lakeith Stanfield, RJ Cyler, Danielle Deadwyler, Edi Gathegi e Deon Cole. É um dos poucos filmes de faroeste cujos principais membros do elenco são todos negros. Embora seja um filme fictício, seus personagens são baseados em cowboys reais, homens da lei e bandidos do oeste americano do século XIX.
The Harder They Fall teve sua estreia mundial no Festival de Cinema de Londres em 6 de outubro de 2021. Recebeu um lançamento limitado nos cinemas em 22 de outubro de 2021, antes do streaming na Netflix em 3 de novembro. O filme recebeu críticas geralmente positivas.

## Premissa
Nat Love reúne sua antiga gangue em busca de vingança contra o homem que assassinou seus pais.

## Elenco
- Jonathan Majors como Nat Love
- Idris Elba como Rufus Buck
- Zazie Beetz como Stagecoach Mary
- Regina King como Trudy Smith
- Delroy Lindo como Bass Reeves
- Lakeith Stanfield como Cherokee Bill
- RJ Cyler como Jim Beckwourth
- Danielle Deadwyler como Cuffee.
- Edi Gathegi como Bill Pickett
- Deon Cole como Wiley Escoe
- Damon Wayans Jr. como Monroe Grimes
- DeWanda Wise como Eleanor Love
- Julio Cesar Cedillo como Cortez

## Produção
O filme foi anunciado em julho de 2019, quando Jonathan Majors foi escalado para estrelar o filme. O músico Jeymes Samuel co-escreveu o filme e fez sua estreia na direção dele. Idris Elba entraria em novembro, e Jay-Z, que iria produzir o filme, foi anunciado para escrever a trilha sonora do filme. Em setembro de 2020, Zazie Beetz, Lakeith Stanfield, Delroy Lindo e Regina King se juntaram ao elenco do filme.
As filmagens estavam programadas para começar em março de 2020 em Santa Fé, no Novo México, mas foram adiadas como resultado da pandemia de COVID-19. Cynthia Erivo, Wesley Snipes e Sterling K. Brown, foram inicialmente escalados para o filme, tiveram que sair devido aos atrasos causados pela pandemia. Ele retomou as filmagens em setembro e foi concluído em dezembro. As filmagens foram interrompidas em 15 de outubro depois que um ator testou positivo para COVID-19.

## Lançamento
Teve sua estreia mundial no Festival de Cinema de Londres em 6 de outubro de 2021. Também foi exibido no Festival de Cinema de Montclair em 22 de outubro de 2021. Recebeu um lançamento limitado nos cinemas em 22 de outubro de 2021, antes do streaming na Netflix em 3 de novembro.

## Recepção
No agregador de resenhas Rotten Tomatoes, 86% dos 145 críticos deram ao filme uma resenha positiva com uma avaliação média de 7.5/10. O consenso dos críticos do site diz: "Não é tão ousado e destemido quanto seus personagens, mas The Harder They Fall preenche seu modelo bem usado com estilo, energia e um elenco fantástico." No Metacritic, o filme tem uma pontuação média ponderada de 68 em 100 com base em 38 críticos, indicando "críticas geralmente favoráveis".